# Светско првенство у атлетици на отвореном 2011 — маратон за мушкарце
Маратонска трка у мушкој конкуренцији на Светском првенству у атлетици 2011. одржана је 4. септембра на улицама града Тегуа, док је сам финиш трке био на стадиону у Тегу.

## Освајачи медаља
|                              |                                  |                                  |
| Абел Кируји 2:07:38 · Кенија | Винсент Кипруто 2:10:16 · Кенија | Фејиса Лилеса 2:10:32 · Етиопија |

### Победници за светски куп
Медаље освојене у екипној конкуренцији се рачунају за светски куп у маратону, али не и као медаље освојене у оквиру светског првенства.
|        |       |        |
| Кенија | Јапан | Мароко |

## Рекорди
Списак рекорда у маратону за мушкарце пре почетка светског првенства 2011.
| Светски рекорд             | Хаиле Гебрселасије · Етиопија    | 2:03:59 | Берлин, Немачка  | 28. септембар 2008. |
| Рекорд светских првенстава | Абел Кируји · Кенија             | 2:06:54 | Берлин, Немачка  | 22. август 2009.    |
| Најбољи резултат сезоне    | Емануел Кипчирчир Мутаи · Кенија | 2:04:40 | Лондон, УК       | 17. април 2011.     |
| Афрички рекорд             | Хаиле Гебрселасије · Етиопија    | 2:03:59 | Берлин, Немачка  | 28. септембар 2008. |
| Азијски рекорд             | Tошинари Такаока · Јапан         | 2:06:16 | Чикаго, САД      | 13. октобар 2002.   |
| Северноамерички рекорд     | Калид Ханучи · Сједињене Државе  | 2:05:38 | Лондон, УК       | 24. април 2002.     |
| Јужноамерички рекорд       | Роналдо да Кошта · Бразил        | 2:06:05 | Берлин, Немачка  | 20. септембар 1998. |
| Eвропски рекорд            | Антонио Пинто · Португал         | 2:06:36 | Лондон, УК       | 16. април 2000.     |
| Eвропски рекорд            | Беноа Звиерчиевски · Француска   | 2:06:36 | Париз, Француска | 6. април 2003.      |
| Океанијски рекорд          | Роберт де Кастеља · Аустралија   | 2:07:51 | Бостон, САД      | 21. април 1986.     |

### Најбољи резултати у 2011. години
Десет најбољих тркача на маратону пре првенства (26. августа 2011), имали су следећи пласман.
| 1.  | Емануел Кипчирчир Мутаи | Кенија   | 2:04:40 | 17. април |
| 2.  | Вилсон Квамбаи Чебет    | Кенија   | 2:05:27 | 10. април |
| 3.  | Винсент Кипруто         | Кенија   | 2:05:33 | 10. април |
| 4.  | Мартин Киптоло Лел      | Кенија   | 2:05:45 | 17. април |
| 5.  | Патрик Макау Мусјоки    | Кенија   | 2:05:45 | 17. април |
| 6.  | Вилсон Кипсанг Кипротич | Кенија   | 2:06:13 | 6. март   |
| 7.  | Беџамин Кипто           | Кенија   | 2:06:31 | 10. април |
| 8.  | Марилсон Дос Сантос     | Бразил   | 2:06:34 | 17. април |
| 9.  | Бекана Даба             | Етиопија | 2:07:04 | 30. јун   |
| 10. | Бенсон Кипчумба Барус   | Кенија   | 2:07:07 | 8. мај    |

Такмичари чија су имена подебљана учествовали су на СП 2011.

## Квалификационе норме
| А норма | Б норма |
| ------- | ------- |
| 2:17:00 |         |

## Сатница
| Датум              | Време | Рунда  |
| ------------------ | ----- | ------ |
| 4. септембар 2011. | 09:00 | Финале |

## Резултати
| Легенда: | НР | Национални рекорд | ЛР | Лични рекорд | РС | Лични рекорд сезоне |

### Финале
,
|     | Абел Кируји                  | Кенија                 | 2:07:38                 | РС                      |                         |                         |                         |                         |                         |                         |
|     | Винсент Кипруто              | Кенија                 | 2:10:06                 |                         |                         |                         |                         |                         |                         |                         |
|     | Фејиса Лилеса                | Етиопија               | 2:10:32                 | РС                      |                         |                         |                         |                         |                         |                         |
| 4.  | Дејвид Бармасаи Тумо         | Кенија                 | 2:11:39                 |                         |                         |                         |                         |                         |                         |                         |
| 5.  | Елиуд Киптануи               | Кенија                 | 2:11:50                 |                         |                         |                         |                         |                         |                         |                         |
| 6.  | Хиројуки Хорибата            | Јапан                  | 2:11:52                 |                         |                         |                         |                         |                         |                         |                         |
| 7.  | Руђеро Пертиле               | Италија                | 2:11:57                 |                         |                         |                         |                         |                         |                         |                         |
| 8.  | Стивен Кипротич              | Уганда                 | 2:12:57                 |                         |                         |                         |                         |                         |                         |                         |
| 9.  | Кентаро Накамото             | Јапан                  | 2:13:10                 |                         |                         |                         |                         |                         |                         |                         |
| 10. | Рашид Кисри                  | Мароко                 | 2:13:24                 |                         |                         |                         |                         |                         |                         |                         |
| 11. | Ешету Вендиму                | Етиопија               | 2:13:37                 |                         |                         |                         |                         |                         |                         |                         |
| 12. | Маријус Јонеску              | Румунија               | 2:15:32                 | ЛР                      |                         |                         |                         |                         |                         |                         |
| 13. | Донг Гуођијан                | Кина                   | 2:15:45                 | РС                      |                         |                         |                         |                         |                         |                         |
| 14. | Дејвид Веб                   | Уједињено Краљевство   | 2:15:48                 | РС                      |                         |                         |                         |                         |                         |                         |
| 15. | Катберт Њасанго              | Зимбабве               | 2:15:56                 | РС                      |                         |                         |                         |                         |                         |                         |
| 16. | Бераки Бејене                | Еритреја               | 2:16:03                 | РС                      |                         |                         |                         |                         |                         |                         |
| 17. | Јуки Каваучи                 | Јапан                  | 2:16:11                 |                         |                         |                         |                         |                         |                         |                         |
| 18. | Алексеј Владимирович Соколов | Русија                 | 2:16:23                 |                         |                         |                         |                         |                         |                         |                         |
| 19. | Сер-Од Бат-Очир              | Монголија              | 2:16:41                 |                         |                         |                         |                         |                         |                         |                         |
| 20. | Алексеј Соколов              | Русија                 | 2:16:48                 |                         |                         |                         |                         |                         |                         |                         |
| 21. | Ли Мериен                    | Уједињено Краљевство   | 2:16:59                 |                         |                         |                         |                         |                         |                         |                         |
| 22. | Јеонг Јин Хјок               | Јужна Кореја           | 2:17:04                 |                         |                         |                         |                         |                         |                         |                         |
| 23. | Ли Зиченг                    | Кина                   | 2:17:35                 |                         |                         |                         |                         |                         |                         |                         |
| 24. | Хосе Мануел Мартинез         | Шпанија                | 2:17:44                 |                         |                         |                         |                         |                         |                         |                         |
| 25. | Рафаел Иглесиас              | Шпанија                | 2:17:45                 | РС                      |                         |                         |                         |                         |                         |                         |
| 26. | Ли Мјонг-сеунг               | Јужна Кореја           | 2:18:05                 |                         |                         |                         |                         |                         |                         |                         |
| 27. | Јошинори Ода                 | Јапан                  | 2:18:05                 |                         |                         |                         |                         |                         |                         |                         |
| 28. | Пабло Виљалобос              | Шпанија                | 2:18:12                 |                         |                         |                         |                         |                         |                         |                         |
| 29. | Мајк Морган                  | САД                    | 2:18:30                 | РС                      |                         |                         |                         |                         |                         |                         |
| 30. | Уриге Бута                   | Норвешка               | 2:20:16                 |                         |                         |                         |                         |                         |                         |                         |
| 31. | Ву Шивеи                     | Кина                   | 2:21:12                 |                         |                         |                         |                         |                         |                         |                         |
| 32. | Џеспер Форшо                 | Данска                 | 2:21:15                 |                         |                         |                         |                         |                         |                         |                         |
| 33. | Хванг Џун Хјон               | Јужна Кореја           | 2:21:54                 | РС                      |                         |                         |                         |                         |                         |                         |
| 34. | Мајк Тебуло                  | Малави                 | 2:22:45                 | РС                      |                         |                         |                         |                         |                         |                         |
| 35. | Мајк Сајенко                 | САД                    | 2:22:49                 | РС                      |                         |                         |                         |                         |                         |                         |
| 36. | Јукихиро Китаока             | Јапан                  | 2:23:11                 | РС                      |                         |                         |                         |                         |                         |                         |
| 37. | Џеф Еглстон                  | САД                    | 2:23:33                 |                         |                         |                         |                         |                         |                         |                         |
| 38. | Хванг Јун Сук                | Јужна Кореја           | 2:23:47                 |                         |                         |                         |                         |                         |                         |                         |
| 39. | Николас Аркиниага            | САД                    | 2:24:06                 |                         |                         |                         |                         |                         |                         |                         |
| 40. | Антон Космач                 | Словенија              | 2:24:16                 |                         |                         |                         |                         |                         |                         |                         |
| 40. | Самуел Гоитом                | Еритреја               | 2:25:42                 | РС                      |                         |                         |                         |                         |                         |                         |
| 42. | Ким Мин                      | Јужна Кореја           | 2:27:20                 | РС                      |                         |                         |                         |                         |                         |                         |
| 43. | Серхио Рејес                 | САД                    | 2:29:15                 | РС                      |                         |                         |                         |                         |                         |                         |
| 44. | Кулбој Нгамоле               | Јужноафричка Република | 2:30:01                 |                         |                         |                         |                         |                         |                         |                         |
| 45. | Бекир Карајел                | Турска                 | 2:33:20                 | РС                      |                         |                         |                         |                         |                         |                         |
| 46. | Рубен Санча                  | Зеленортска Острва     | 2:34:40                 |                         |                         |                         |                         |                         |                         |                         |
| 47. | Џон Ленон Касаљо             | Перу                   | 2:36:43                 |                         |                         |                         |                         |                         |                         |                         |
| 48. | Модике Лаки Мохале           | Јужноафричка Република | 2:38:22                 | РС                      |                         |                         |                         |                         |                         |                         |
| 49. | Сангај Вангчук               | Бутан                  | 2:38:33                 | НР                      |                         |                         |                         |                         |                         |                         |
|     | Џеф Хант                     | Аустралија             | Није завршио трку       | Није завршио трку       | Није завршио трку       | Није завршио трку       | Није завршио трку       | Није завршио трку       | Није завршио трку       | Није завршио трку       |
|     | Халид Камал Јасин            | Бахреин                | Није завршио трку       | Није завршио трку       | Није завршио трку       | Није завршио трку       | Није завршио трку       | Није завршио трку       | Није завршио трку       | Није завршио трку       |
|     | Јаред Асмером                | Еритреја               | Није завршио трку       | Није завршио трку       | Није завршио трку       | Није завршио трку       | Није завршио трку       | Није завршио трку       | Није завршио трку       | Није завршио трку       |
|     | Јонас Кифле                  | Еритреја               | Није завршио трку       | Није завршио трку       | Није завршио трку       | Није завршио трку       | Није завршио трку       | Није завршио трку       | Није завршио трку       | Није завршио трку       |
|     | Мајкл Тесфај                 | Еритреја               | Није завршио трку       | Није завршио трку       | Није завршио трку       | Није завршио трку       | Није завршио трку       | Није завршио трку       | Није завршио трку       | Није завршио трку       |
|     | Чала Дечасе                  | Етиопија               | Није завршио трку       | Није завршио трку       | Није завршио трку       | Није завршио трку       | Није завршио трку       | Није завршио трку       | Није завршио трку       | Није завршио трку       |
|     | Габрегзиабер Гебремариам     | Етиопија               | Није завршио трку       | Није завршио трку       | Није завршио трку       | Није завршио трку       | Није завршио трку       | Није завршио трку       | Није завршио трку       | Није завршио трку       |
|     | Базу Ворку                   | Етиопија               | Није завршио трку       | Није завршио трку       | Није завршио трку       | Није завршио трку       | Није завршио трку       | Није завршио трку       | Није завршио трку       | Није завршио трку       |
|     | Зохар Земиро                 | Израел                 | Није завршио трку       | Није завршио трку       | Није завршио трку       | Није завршио трку       | Није завршио трку       | Није завршио трку       | Није завршио трку       | Није завршио трку       |
|     | Бенџамин Кипто               | Кенија                 | Није завршио трку       | Није завршио трку       | Није завршио трку       | Није завршио трку       | Није завршио трку       | Није завршио трку       | Није завршио трку       | Није завршио трку       |
|     | Али Мабрук Ел Заиди          | Либија                 | Није завршио трку       | Није завршио трку       | Није завршио трку       | Није завршио трку       | Није завршио трку       | Није завршио трку       | Није завршио трку       | Није завршио трку       |
|     | Адил Енани                   | Мароко                 | Није завршио трку       | Није завршио трку       | Није завршио трку       | Није завршио трку       | Није завршио трку       | Није завршио трку       | Није завршио трку       | Није завршио трку       |
|     | Дејвид Нгакане               | Јужноафричка Република | Није завршио трку       | Није завршио трку       | Није завршио трку       | Није завршио трку       | Није завршио трку       | Није завршио трку       | Није завршио трку       | Није завршио трку       |
|     | Данијел Кипкорир Чепјегон    | Уганда                 | Није завршио трку       | Није завршио трку       | Није завршио трку       | Није завршио трку       | Није завршио трку       | Није завршио трку       | Није завршио трку       | Није завршио трку       |
|     | Николас Кипроно              | Уганда                 | Није завршио трку       | Није завршио трку       | Није завршио трку       | Није завршио трку       | Није завршио трку       | Није завршио трку       | Није завршио трку       | Није завршио трку       |
| 4.  | Абдерахим Бурамдане          | Мароко                 | 2:10:55                 | Диск.                   |                         |                         |                         |                         |                         |                         |
| 27. | Ахмед Бадај                  | Мароко                 | 2:17:59                 | Диск.                   |                         |                         |                         |                         |                         |                         |
|     | Абдерахим Ђумри              | Мароко                 | Није завршио трку Диск. | Није завршио трку Диск. | Није завршио трку Диск. | Није завршио трку Диск. | Није завршио трку Диск. | Није завршио трку Диск. | Није завршио трку Диск. | Није завршио трку Диск. |

### Екипни пласман
Рачуна се и за светски куп.
| Поз. | Репрезентација   | Атлетичари           | Време     |
| ---- | ---------------- | -------------------- | --------- |
| 1.   | Кенија           |                      | 6:29:23   |
| 1.   |                  | Абел Кируи           | 2:07:38   |
| 2.   |                  | Винсент Кипруто      | 2:10:06   |
| 5.   |                  | Дејвид Бармасаи Тумо | 2:11:39   |
| 6.   |                  | Елиуд Киптануи       | (2:11:50) |
|      |                  | Бенџамин Колум Кипто | ()        |
| 2.   | Jапан            |                      | 6:41:13   |
| 7.   |                  | Хиројуки Хорибата    | 2:11:52   |
| 10.  |                  | Кентаро Накамото     | 2:13:10   |
| 18.  |                  | Јуки Каваучи         | 2:16:11   |
| 29.  |                  | Јошинори Ода         | (2:18:05) |
| 38.  |                  | Јукихиро Китаока     | (2:23:11) |
| 3.   | Mароко           |                      | 6:42:18   |
| 4.   |                  | Абдерахим Бурамдан   | 2:10:55   |
| 11.  |                  | Рашид Кисри          | 2:13:24   |
| 27.  |                  | Ахмед Бадај          | 2:17:59   |
|      |                  | Адил Енани           | ()        |
|      |                  | Aбделрахим Ђумри     | ()        |
| 4.   | Шпанија          |                      | 6:53:41   |
| 25.  |                  | Хосе Мануел Мартинез | 2:17:44   |
| 26.  |                  | Рафаел Иглесиас      | 2:17:45   |
| 30.  |                  | Пабло ВИљалобос      | 2:18:12   |
| 5.   | Кина             |                      | 6:54:32   |
| 14.  |                  | Донг Гуођијан        | 2:15:45   |
| 24.  |                  | Ли Зиченг            | 2:17:35   |
| 33.  |                  | Ву Шивеи             | 2:21:12   |
| 6.   | Јужна Кореја     |                      | 6:57:03   |
| 23.  |                  | Јеонг Јин-хјок       | 2:17:04   |
| 28.  |                  | Ли Мјонг-сеунг       | 2:18:05   |
| 35.  |                  | Хванг Јун-хјон       | 2:21:54   |
| 40.  |                  | Хванг Јун-сук        | (2:23:47) |
| 44.  |                  | Ким Мин              | (2:27:20) |
| 7.   | Сједињене Државе |                      | 7:04:52   |
| 31.  |                  | Мајк Морган          | 2:18:30   |
| 37.  |                  | Мајк Сајенко         | 2:22:49   |
| 39.  |                  | Џеф Еглстон          | 2:23:33   |
| 41.  |                  | Николас Аркиниага    | (2:24:06) |
| 45.  |                  | Серхио Рејес         | (2:29:15) |

## Споаљашње везе
- Резултати маратонске трке на светском првенству на службеној страници ИААФ-а